# Luigi Sansonetti
Luigi Sansonetti (Roma , 22 de febrer de 1888 - Roma , 7 de novembre de 1959) va ser un almirall italià, que ja s'havia distingit com a oficial durant la guerra italo-turca i després durant la Primera Guerra Mundial, on va ser adscrit al comandament de l'esquadra de batalla, i després comandant de les torpedineres que operaven al mar Adriàtic. Com a comandant del creuer pesant Fiume (1935-1936) va participar en operacions navals durant la guerra civil espanyola. Durant la Segona Guerra Mundial va ser comandant de la 7a i després de la 3a Divisió Naval, participant en les batalles de Punta Stilo, Cap Teulada i Cap Matapan. El juliol de 1941 va ser nomenat cap d'estat major adjunt de la Reggia Marina, servint sota el comandament dels almiralls Arturo Riccardi i Raffaele de Courten. En la signatura de l'armistici del 8 de setembre de 1943 va romandre a la capital per coordinar les operacions que van portar a la flota italiana a rendir-se als aliats a Malta i després, a peu, va sortir de Roma per creuar la línia del front i arribar a Bríndisi on va reprendre la seva tasca. De l'abril de 1944 al febrer de 1951 va ser president del Consell Superior de la Marina. Va ser guardonat amb les Creus de Cavaller i Oficial de l'Orde Militar de Savoia, una medalla de plata i una de bronze al valor militar.

## Biografia
Va néixer a Roma el 22 de febrer de 1888. Després d'haver-se enrolat a la Regia Marina, el 1905 va ser admès per assistir a la Reial Acadèmia Naval de Livorno, obtenint el nomenament de guardiamarina el 1908. Ascendit a sotstinent de navili, va participar en la guerra italo-turca (1911-1912) participant en les operacions de desembarcament a Trípoli al comandament d'una unitat de mariners, sent condecorat amb una Medalla de Bronze al Valor Militar. Tinent de navili l'any 1914, durant la Primera Guerra Mundial (1915-1918) va ser adscrit al comandament de l'esquadró de batalla, i posteriorment va ser comandant de vaixells torpediners al mar Adriàtic. Capità de corbeta el 1922, de fragata el 1926 i de navili el 1932, va ostentar el comandament de destructors, esquadrons i flotilla de torpediners. Entre 1932 i 1933 va ser adscrit al gabinet de premsa del cap de govern, i el 1934 cap d'Estat Major del Departament Marítim Militar de Tàrent.
Com a comandant del creuer pesant Fiume (26 de setembre de 1935 - 11 de desembre de 1936 ) va participar en operacions navals durant la guerra espanyola Entre 1936 i 1939 va ser adscrit a l'oficina del Cap d'Estat Major Naval, ascendint a contraalmirall el 1938 i almirall de divisió el 1939.
A partir del 3 d'agost de 1939 va assumir el comandament de la 7a Divisió Naval estacionada a Nàpols, aixecant el seu estendard al creuer lleuger Eugenio di Savoia, participant en les operacions de guerra després que el Regne d'Itàlia entrés en guerra el 10 de juny de 1940. Des del 28 d'agost del mateix any va ser nomenat comandant de la 3a Divisió Naval, alçant el seu ensenya al creuer pesant Trieste. Va participar en les batalles de Punta Stilo, Cap Teulada i del Cap Matapan, distingint-se sempre per valentia, coratge i determinació. Va deixar el comandament de la 3a Divisió Naval i el 24 de juliol de 1941 va ocupar el càrrec de Cap d'Estat Major Adjunt de la Royal Navy, en substitució de l'almirall Inigo Campioni, en el moment més crític de la guerra. Va col·laborar eficaçment, sempre dins de l'Alt Comandament de la Marina (Supermarina), amb el Cap d'Estat Major, l'almirall Arturo Riccardi, per a la realització de les operacions navals, i durant la duríssima batalla dels combois que va assegurar subministraments a les tropes que operen al nord d'Àfrica.
En el moment de l'armistici del 8 de setembre de 1943, el cap de l'Estat Major de la Marina, l'almirall Raffaele de Courten, va haver d'abandonar Roma seguint el rei Víctor Manuel III per arribar a Bríndisi a bord de la corbeta Baionetta, i li va fer agafar el direcció de l'estat major, deixant-li ordres inequívoques. Restant al seu càrrec va dirigir les operacions que van portar la flota italiana a rendir-se als aliats a Malta. Va mantenir la coordinació de les operacions navals utilitzant, per comunicar-se amb els diferents comandaments, un vagó radioelèctric situat en un dels patis del Ministeri de la Marina.
El 13 de setembre va reunir tots els oficials presents i va donar les últimes instruccions ja que totes les activitats s'havien de suspendre per ordre dels alemanys. Va designar els oficials que havien de romandre en els seus llocs per mantenir els seus càrrecs, i després, davant el comportament cada cop més amenaçador de les tropes alemanyes, el dia 25 va marxar a peu per arribar al govern de Bríndisi. Després d'haver creuat afortunadament la primera línia, va aconseguir arribar a la nova capital on va reprendre el seu càrrec de sots-cap de gabinet. Per aquest fet va rebre la Creu d'Oficial de l'Orde Militar de Savoia. Des d'abril de 1944 fins a febrer de 1951 va ser president del Consell Superior de la Marina. Va morir a Roma el 7 de novembre de 1959, després d'una caiguda d'un cavall.

## Dates de promoció
Almirall de divisió - 1939
 Contraalmirall – 1938
 capità de navili – 1932
 capità de fragata - 1926
 Capità de corbeta - 1922
 Tinent de vaixell - 1914
(...)
 Guardiamarina – 1908

## Condecoracions
Oficial de l'orde militar de Savoia – 26 de març de 1943
 Cavaller de l'orde militar de Savoia – 2 de març de 1942
 Medalla de plata al valor militar - 12 d'abril de 1946
 Medalla de bronze al valor militar – 7 de novembre de 1912
 Gran oficial de l'orde de la Corona d'Itàlia – 21 d'abril de 1939
 Comanador de l'orde de Sant Maurici i Sant Llàtzer
 Gran oficial de l'orde colonial de l'Estrella d'Itàlia
 Gran creu de cavaller de l'orde al mèrit de la República Italiana – 30 de desembre de 1952
 Creu al mèrit de guerra
 Medalla commemorativa de la Guerra italo-austríaca 1915-1918 (4 anys de campanya)
 Medalla commemorativa de la unitat d'Itàlia
 Medalla interaliada de la Victòria
 Medalla commemorativa de la Campanya d'Espanya (1936-1939)
 Medalla Commemorativa del Període Bèl·lic 1940-43
 Gran creu de cavaller amb espases de l'orde de l'àliga alemanya
 Creu alemanya en or – 18 de gener de 1942